# 苏珊娜·克拉滕
蘇珊娜·克拉滕（德語：Susanne Klatten，1962年4月28日—），2008年福布斯全球富豪榜上第55人，2007年億萬富翁列表、2008年億萬富翁列表榜上有名，在福布斯2019年億萬富翁排行榜中名列第46位，資產達到210億美元，因為是寶馬車廠大股東德國工業家赫伯特·匡特的長女，成為遺產繼承人。

## 傳奇
克拉滕的作風低調，志願是攻讀園藝學位，可惜因為要日後打理家產，所以要攻讀商業財務與市場管理，之後到瑞士洛桑讀廣告碩士學位。畢業後化名「康德」去銀行及寶馬打工，樂做小職員。2008年，克拉滕因一件被人勒索案以成為頭條人物。

## 外部參考
- 勒索案 德女首富開腔[永久]